# Nicolò Camarda
Nicolò Camarda (in albanese Kollë Kamarda; Piana degli Albanesi, 11 novembre 1807 – Palermo, 3 gennaio 1884) è stato un glottologo, grecista e traduttore italiano di etnia arbëreshë.
Importante studioso di lingua greca e albanese, fu un traduttore apprezzato, e insegnò lingua e letteratura greca nell'Università di Palermo.

## Biografia
Papàs Nicolò Camarda nacque l'11 novembre 1807 e si formò presso il Seminario greco-albanese di Palermo. Fratello maggiore del più conosciuto Demetrio Camarda, universalmente riconosciuto come il più importante studioso della lingua albanese dell'Ottocento, fu un importante traduttore del greco.
Patriota delle cose patrie albanesi ed ellenista eminente, fu traduttore dei principali esponenti della letteratura greca antica, basti ricordare le omelie del Damasceno, e di altre opere elleniche. Fecondo scrittore di innumerevoli opuscoli, di cui alcuni riguardanti il paese nativo e più di un illustre conterraneo.
Mentre era parroco greco-ortodosso a Messina, dovette emigrare in Toscana, per ragioni politiche; più tardi fu nominato Preside del R. liceo V. E. di Palermo, e, immediatamente dopo, professore di lingua e letteratura greca nella R. Università di Palermo.
Morì il 3 gennaio 1884 a Palermo.

## Opere principali
Tra le sue opere si ricordano:
- Cenno necrologico di Costantino Maria Costantini (1938);
- Elogio storico del Padre Giorgio Gazzetta (ne "L'Oreteo" di Palermo);
- Sulle odi di Sofronio (1846);
- Omelie e orazioni di S. Giovanni Damasceno (1847);
- Biografia di Pietro Matranga della Piana de' Greci, scrittore greco nella Biblioteca vaticana (1858);
- Studio critico sull'epigramma taorminese (1862);
- Lettera ad Amedeo Peyron(1862);
- Un addio all'epigramma taorminese (1863);
- Teocrito: idilli ed epigrammi (1869);
- Le storie di Tucidide (1869-70, voll.2);
- Osservazioni filologiche sopra Tucidide, Senofonte e Pindaro (Palermo, 1873);
- Epigrafi ed opuscoli ellenici inediti (Palermo, 1873).